# Aduthurai alias Maruthuvakudi
Aduthurai alias Maruthuvakudi là một thị xã panchayat trong quận Thanjavur trong bang Tamil Nadu của Ấn Độ. Tên gọi Aduthurai theo tiếng Tamil là ThenKurangaduthurai có nghĩa là "miền đất phương nam nơi những con khỉ nhảy nhót". Người ta tin rằng tên gọi này có liên quan đến sử thi Ramayana, trong đó những con khỉ đóng vai trò quan trọng, đặc biệt là Hanuman.

## Cơ cấu dân số
Theo điều tra dân số Ấn Độ năm 2001, Aduthurai có dân số 11.455 người. Nam giới chiếm 50% dân số, nữ giới chiếm 50% dân số. Aduthurai có tỷ lệ biết chữ bình quân 76%, cao hơn mức trung bình 59,5% của toàn quốc; với. 10% dân số có độ tuổi dưới 6.